# Mittelnkirchen
Mittelnkirchen è un comune di 992 abitanti della Bassa Sassonia, in Germania.
Appartiene al circondario (Landkreis) di Stade (targa STD) ed è parte della comunità amministrativa (Samtgemeinde) di Lühe.
La chiesa di San Bartolomeo conserva un pregevole organo monumentale.